# Mohammed bin Ibrahim bin Amer Al-Otaibi
Mohammed bin Ibrahim bin Amer Al-Otaibi (arabisch محمد بن إبراهيم بن عامر العتيبي, DMG Muḥammad b. Ibrāhīm b. ʿĀmir al-ʿUtaibī; * bl. 2017–2018) ist ein ehemaliger saudischer Diplomat.

## Exequatur als Generalkonsul in Istanbul
Am 19. September 2017 ernannte ihn Salman ibn Abd al-Aziz zum Ministre plénipotentiaire im Außenministerium.
Am 26. September 2018 beantragte Jamal Khashoggi einen Auszug aus dem Personenstandsregister, um zu heiraten. Diese wurde ihm für den 2. Oktober 2018 zum persönlichen Abholen zugesagt. Bis zur Ankunft von Khashoggi fand sich im Generalkonsulat ein Mordkommando ein, wahrscheinlich unter der Führung des saudischen Geheimdienstes. Unter der Leitung des forensischen Arztes Salah Mohammed Tubaigy wurde Khashoggi mit einer Knochensäge zerlegt.

„Do this outside; you're going to get me in trouble. (Mach das draußen; Ihr werdet mich in Schwierigkeiten bringen.)“

Am 6. Oktober 2018 hielt Otaibi eine Pressekonferenz über den Verbleib von Khashoggi ab. Das Gebäude des Generalkonsulates hatte Türen an der Vorder- und der Rückseite, und Al-Otaibi erklärt: "Khashoggi hätte in beide Richtungen gehen können".

„Wenn jene, die behaupten, er sei entführt worden zu sein, eine Mission verfolgten, so sind dies nur Gerüchte, die keinen Beweis haben“

„Und wir bedauern leider einige der Aussagen türkischer Beamter, die darauf bestehen, dass (Khashoggi) im Konsulat ist ... ohne dass dies auf Fakten beruht.“

Nach seiner Rückkehr am 16. Oktober nach Riad wurde er am 17. Oktober 2018 in den Ruhestand versetzt.

## Weiteres
Am 17. Januar 2017 stattete er, anlässlich seines Amtsantritt als Generalkonsul in Istanbul, Vasip Şahin, dem Gouverneur der Provinz Istanbul, einen Höflichkeitsbesuch ab. Am 21. März 2018 war er Schirmherr der Abschlussfeier der Saudischen Schule in Istanbul. Am 28. März 2017 wurde er von Ibrahim Caglar, dem Vorsitzenden und Ömer Bal Generalsekretär der Handelskammer von Istanbul (ICC) besucht. Während des Besuchs wurde auf gegenseitige Investitionen zwischen der Türkei und Saudi-Arabien diskutiert.